# Сент-Олбанс (Западная Виргиния)
Сент-Олбанс (англ. St. Albans) — город в округе Канова, штат Западная Виргиния, США. Население по данным переписи 2010 года — 11 044 человека.

## География
По данным Американского бюро переписи населения, общая площадь города составляет 9,58 км², в том числе 9,38 км² — суша и 0,20 км² — водные пространства. Расположен при впадении в реку Канова притока Коал.

## История
Населённый пункт был заложен в 1816 году с названием Филиппи. Город был инкорпорирован в 1868 году с названием Канова-Сити, а в 1872 году получил современное название.

## Население
Согласно данным переписи населения 2010 года, в городе насчитывалось 11 044 жителя. Плотность населения, таким образом, составляла 1153 человека на км². Расовый состав населения города был таков: 94,0 % — белые; 3,4 % — афроамериканцы; 0,3 % — коренные американцы; 0,5 % — азиаты; 0,3 % — представители других рас и 1,6 % — представители двух и более рас. 0,8 % населения определяли своё происхождение как испанское (латиноамериканское).
Из 4969 домохозяйств на дату переписи 25,7 % имели детей; 45,4 % были женатыми парами. 33,7 % домашних хозяйств было образовано одинокими людьми, при этом в 16,5 % домохозяйств проживал одинокий человек старше 65 лет. Среднее количество людей в домашнем хозяйстве составляло 2,21; средний размер семьи — 2,79 человек.
Возрастной состав населения: 19,5 % — младше 18 лет; 6,5 % — от 18 до 24 лет; 23,9 % — от 25 до 44 лет; 29,4 % — от 45 до 64 лет и 20,6 % — 65 лет и старше. Средний возраст — 45 лет. 46,9 % населения — мужчины и 53,1 % — женщины.
Динамика численности населения города по годам:
| 1940 | 1950 | 1960   | 1970   | 1980   | 1990   | 2000   | 2010   |
| ---- | ---- | ------ | ------ | ------ | ------ | ------ | ------ |
| 3558 | 9870 | 15 103 | 14 356 | 12 402 | 11 194 | 11 567 | 11 044 |